# Cupa Confederațiilor FIFA 2001
Cupa Confederațiilor FIFA 2001 a fost a cincea ediție a Cupei Confederațiilor FIFA și a treia de când o organizează FIFA. Turneul s-a jucat între mai și iunie 2001 și a fost co-organizat de către Japonia și Coreea de Sud, care au fost de asemenea organizatorii meciurilor de la Campionatul Mondial de Fotbal 2002. A fost câștigată de către Franța după ce a bătut gazda Japonia cu 1—0 cu golul lui Patrick Vieira.
După câștigarea cupei, Franța a devenit a doua echipa care câștigă Campionatul Mondial de Fotbal, campionatul continental și cupa confederațiilor FIFA simultan, după Brazilia în 1997.
Opt echipe au fost împărțite în două grupe a câte patru echipe, primele două din fiecare grupă au mers mai departe, în semifinale.

## Echipe participante

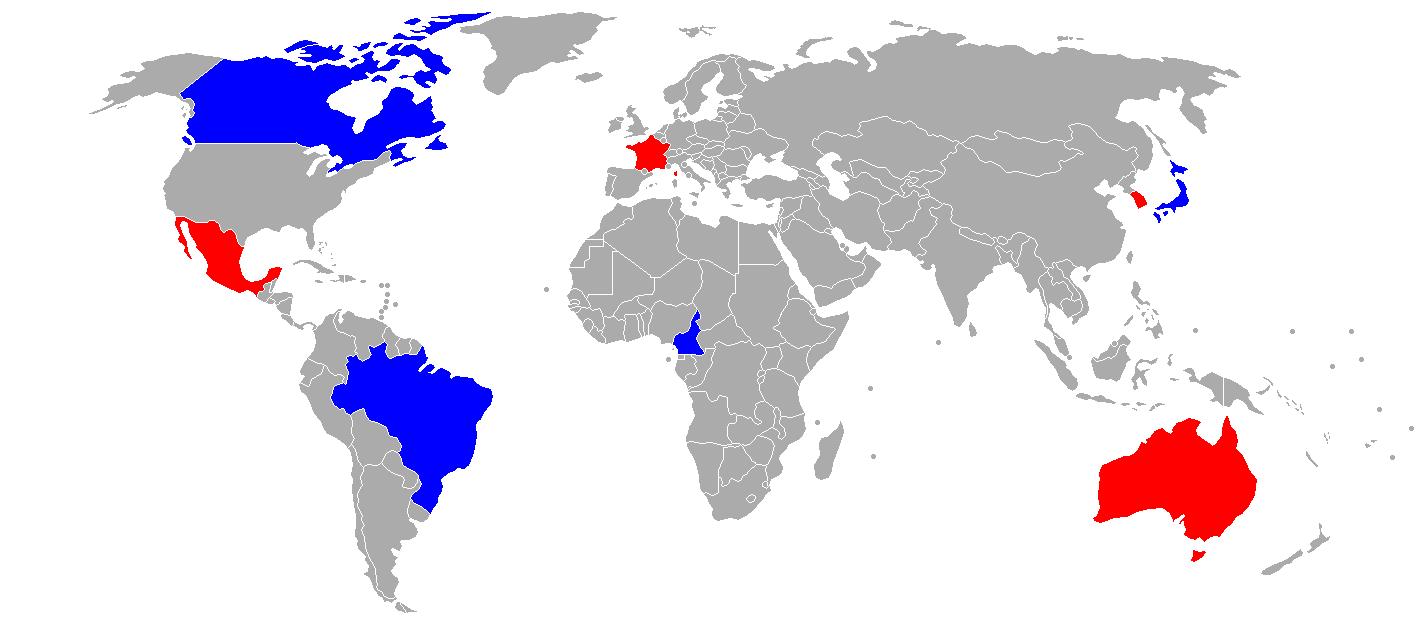
Echipele participante la Cupa Confederațiilor 2001

| Echipă        | Confederație | Calificare                                                                                 | Participare |
| ------------- | ------------ | ------------------------------------------------------------------------------------------ | ----------- |
| Coreea de Sud | AFC          | Co-organizatorii Campionatului Mondial de Fotbal 2002                                      | 1           |
| Japonia       | AFC          | Câștigătorii Cupei Asiei AFC 2000 și co-organizatorii Campionatului Mondial de Fotbal 2002 | 2           |
| Australia     | OFC          | Câștigătorii Cupei Națiunilor OFC 2000                                                     | 2           |
| Brazilia      | CONMEBOL     | Câștigătorii Copa América 1999                                                             | 3           |
| Camerun       | CAF          | Câștigătorii Cupei Africii pe Națiuni 2000                                                 | 1           |
| Canada        | CONCACAF     | Câștogătorii Cupei de Aur CONCACAF 2000                                                    | 1           |
| Franța        | UEFA         | Câștigătorii UEFA Euro 2000 și câștigătorii Campionatului Mondial de Fotbal 1998           | 1           |
| Mexic         | CONCACAF     | Câștigătorii Cupei Confederațiilor FIFA 1999                                               | 4th         |

## Stadioane
| Coreea de Sud      | Coreea de Sud           | Coreea de Sud           | Coreea de Sud | Daegu Suwon Ulsan                                              |
| Ulsan              | Suwon                   | Daegu                   |               | Daegu Suwon Ulsan                                              |
| Munsu Cup Stadium  | Suwon World Cup Stadium | Daegu World Cup Stadium |               | Daegu Suwon Ulsan                                              |
| Capacitate: 44,466 | Capacitate: 43,288      | Capacitate: 66,422      |               | Daegu Suwon Ulsan                                              |
|                    |                         |                         |               | Daegu Suwon Ulsan                                              |
| Japonia            | Japonia                 | Japonia                 | Japonia       | YokohamaIbarakiNiigataCupa Confederațiilor FIFA 2001 (Japonia) |
| Yokohama           | Ibaraki                 | Niigata                 |               | YokohamaIbarakiNiigataCupa Confederațiilor FIFA 2001 (Japonia) |
| Nissan Stadium     | Kashima Stadium         | Niigata Stadium         |               | YokohamaIbarakiNiigataCupa Confederațiilor FIFA 2001 (Japonia) |
| Capacitate: 72,327 | Capacitate: 40,728      | Capacitate: 42,300      |               | YokohamaIbarakiNiigataCupa Confederațiilor FIFA 2001 (Japonia) |
|                    |                         |                         |               | YokohamaIbarakiNiigataCupa Confederațiilor FIFA 2001 (Japonia) |

^1Ca și Stadionul Internațional Yokohama

## Arbitrii
| Africa - Gamal Al-Ghandour - Felix Tangawarima Asia - Ali Bujsaim - Jun Lu Europa - Hugh Dallas - Hellmut Krug - Kim Milton Nielsen | America de nord, America Centrală și Caribeană - Benito Archundia - Carlos Batres Oceania - Simon Micallef America de Sud - Byron Moreno - Óscar Ruiz |

## Faza grupelor

### Grupa A
| Echipă        | Pld | W | D | L | GF | GA | GD | Pts |
| ------------- | --- | - | - | - | -- | -- | -- | --- |
| Franța        | 3   | 2 | 0 | 1 | 9  | 1  | +8 | 6   |
| Australia     | 3   | 2 | 0 | 1 | 3  | 1  | +2 | 6   |
| Coreea de Sud | 3   | 2 | 0 | 1 | 3  | 6  | –3 | 6   |
| Mexic         | 3   | 0 | 0 | 3 | 1  | 8  | –7 | 0   |

| Franța                                                    | 5 – 0     | Coreea de Sud |
| --------------------------------------------------------- | --------- | ------------- |
| Marlet 9' Vieira 19' Anelka 34' Djorkaeff 80' Wiltord 90' | (Cronică) |               |

| Mexic | 0 – 2     | Australia            |
| ----- | --------- | -------------------- |
|       | (Cronică) | Murphy 20' Skoko 54' |

| Australia | 1 – 0     | Franța |
| --------- | --------- | ------ |
| Zane 60'  | (Cronică) |        |

| Coreea de Sud                        | 2 – 1     | Mexic           |
| ------------------------------------ | --------- | --------------- |
| Hwang Sun-Hong 56' Yoo Sang-Chul 90' | (Cronică) | Victor Ruiz 81' |

| Franța                                 | 4 – 0     | Mexic |
| -------------------------------------- | --------- | ----- |
| Wiltord 9' Carrière 63', 84' Pirès 71' | (Cronică) |       |

| Coreea de Sud      | 1 – 0     | Australia |
| ------------------ | --------- | --------- |
| Hwang Sun-Hong 24' | (Cronică) |           |

### Grupa B
| Echipă   | Pld | W | D | L | GF | GA | GD | Pts |
| -------- | --- | - | - | - | -- | -- | -- | --- |
| Japonia  | 3   | 2 | 1 | 0 | 5  | 0  | +5 | 7   |
| Brazilia | 3   | 1 | 2 | 0 | 2  | 0  | +2 | 5   |
| Camerun  | 3   | 1 | 0 | 2 | 2  | 4  | –2 | 3   |
| Canada   | 3   | 0 | 1 | 2 | 0  | 5  | –5 | 1   |

| Brazilia                  | 2 – 0     | Camerun |
| ------------------------- | --------- | ------- |
| Washington 53' Miguel 57' | (Cronică) |         |

| Japonia                             | 3 – 0     | Canada |
| ----------------------------------- | --------- | ------ |
| Ono 57' Nishizawa 60' Morishima 88' | (Cronică) |        |

| Canada | 0 – 0     | Brazilia |
| ------ | --------- | -------- |
|        | (Cronică) |          |

| Camerun | 0 – 2     | Japonia        |
| ------- | --------- | -------------- |
|         | (Cronică) | Suzuki 8', 65' |

| Brazilia | 0 – 0     | Japonia |
| -------- | --------- | ------- |
|          | (Cronică) |         |

| Camerun                 | 2 – 0     | Canada |
| ----------------------- | --------- | ------ |
| Tchoutang 48' Mboma 83' | (Cronică) |        |

## Faza eliminatorie
|  | Semifinale         | Semifinale      |   |                 | Finala              | Finala |  |
|  |                    |                 |   |                 |                     |        |  |
|  | 7 iunie - Yokohama |                 |   |                 |                     |        |  |
|  | Japonia            | 1               |   |                 |                     |        |  |
|  | Australia          | 0               |   |                 |                     |        |  |
|  |                    |                 |   |                 |                     |        |  |
|  |                    |                 |   |                 | 10 iunie - Yokohama |        |  |
|  |                    |                 |   |                 | Japonia             | 0      |  |
|  |                    | Franța          | 1 |                 |                     |        |  |
|  |                    |                 |   |                 |                     |        |  |
|  |                    |                 |   |                 |                     |        |  |
|  |                    |                 |   |                 | Finala mică         |        |  |
|  | 7 iunie - Suwon    | 7 iunie - Suwon |   | 9 iunie - Ulsan | 9 iunie - Ulsan     |        |  |
|  | Franța             | 2               |   | Australia       | 1                   |        |  |
|  | Brazilia           | 1               |   |                 | Brazilia            | 0      |  |

### Semi-finale
| Japonia                 | 1 – 0     | Australia |
| ----------------------- | --------- | --------- |
| Nakata 43' · Suzuki 56' | (Cronică) |           |

| Franța                | 2 – 1     | Brazilia  |
| --------------------- | --------- | --------- |
| Pirès 7' Desailly 54' | (Cronică) | Ramon 30' |

### Finala mică
| Australia  | 1 – 0     | Brazilia |
| ---------- | --------- | -------- |
| Murphy 84' | (Cronică) |          |

### Finală
| Japonia | 0 – 1     | Franța     |
| ------- | --------- | ---------- |
|         | (Cronică) | Vieira 30' |

| Câștigătorii Cupei Confederațiilor 2001 |
| --------------------------------------- |
| Franța Primul titlu                     |

## Premii
| Golden Ball Winner: | Golden Shoe Winner: | FIFA Fair Play Trophy: |
| ------------------- | ------------------- | ---------------------- |
| Robert Pirès        | Robert Pirès        | Japonia                |

| Câștigătorul Silver Ball: | Câștigătorul Silver Shoe: |
| ------------------------- | ------------------------- |
| Patrick Viera             | Éric Carrière             |
| Câștigătorul Bronze Ball: | Câștigătorul Bronze Shoe: |
| Hidetoshi Nakata          | Hwang Sun-Hong            |

## Marcatori
2 goals
- Shaun Murphy
- Éric Carrière
- Robert Pirès
- Patrick Vieira
- Sylvain Wiltord
- Takayuki Suzuki
- Hwang Sun-Hong